# Province de Luapula
La province de Luapula est une province du nord de la Zambie, voisine du Katanga. Elle voisine le lac Moero. Sa capitale est Mansa.

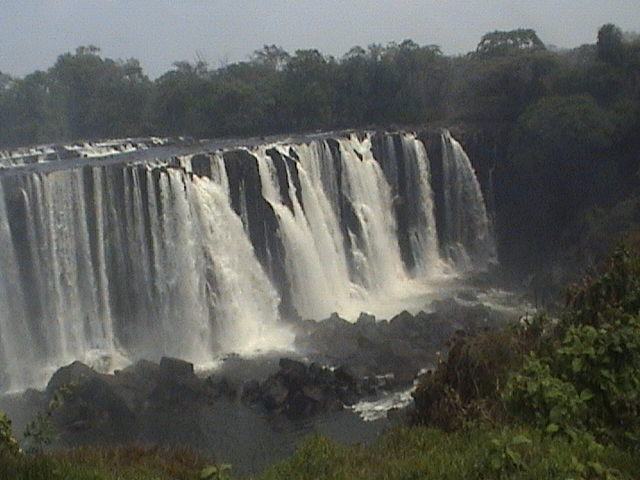
Chutes de Lumangwe